# Geografia statului New York
New York are o geografie diversă. Partea de sud a statului este formată din Long Island și câteva insule asociate mai mici, precum și New York City și Valea Hudson River, care se află în cea mai largă câmpie a Oceanului Atlantic. Regiunea largă, cunoscută sub numele de Upstate New York, este alcătuită din mai multe lanțuri ale Munților Appalachieni mai largi, printre care Plaiul Allegheny și Catskills de-a lungul zonei de sud a New York-ului, precum și Munții Adirondack, Arhipelagul Thousand Islands și Saint Lawrence Seaway în lobul nord-est al statului . Aceste regiuni mai muntoase sunt împărțite de două văi importante ale râului - Valea Hudson a nord-sudului și Valea Mohawk de Est-Vest, care formează nucleul Canalului Erie. Western New York este considerată parte a regiunii Marilor Lacuri și se întinde pe Lacul Ontario și pe Lacul Erie. Între cele două lacuri se află Cascada Niagara. Partea centrală a statului este dominată de Lacurile de Fier, o destinație populară și de vacanță populară.